# Gran Londres
El Gran Londres (Greater London en anglès) és una de les nou àrees administratives i comtats d'Anglaterra. La zona administrativa de Gran Londres es va crear oficialment l'any 1965 i cobreix la Ciutat de Londres (incloent Middle Temple i Inner Temple) i els 32 municipis del Gran Londres. El Gran Londres ocupa 1.579 km² i el 2006 tenia una població estimada de 7.512.400. Limita amb els comtats d'Essex i Hertfordshire a l'est i Buckinghamshire, Berkshire, Surrey i Kent al sud-est.
La Ciutat de Londres amb 2,6 km² té un estatus especial dins del Gran Londres, ja que no forma part dels 32 municipis. A la vegada hi ha tres municipis amb estatus especial, aquests són la Ciutat de Westminster, Kensington i Chelsea i Kingston upon Thames. La Ciutat de Westminster té estatus de ciutat. Kensington i Chelsea i Kingston upon Thames tenen estatus de municipi Reial.
Es pot distingir entre Interior del Gran Londres (la Ciutat de Londres i 20 municipis) i Exterior del Gran Londres (12 municipis). Aquestes dues zones distingeixen la Ciutat i els municipis interns del Gran Londres i els més perifèrics. No s'ha de confondre Interior del Gran Londres de Londres Central, ja que l'Interior del Gran Londres i l'Exterior del Gran Londres estan definits oficialment des de 1965, mentre que Londres Central és un terme convencional per referir-se a la part més pròxima a la Ciutat de Londres.

## Administració

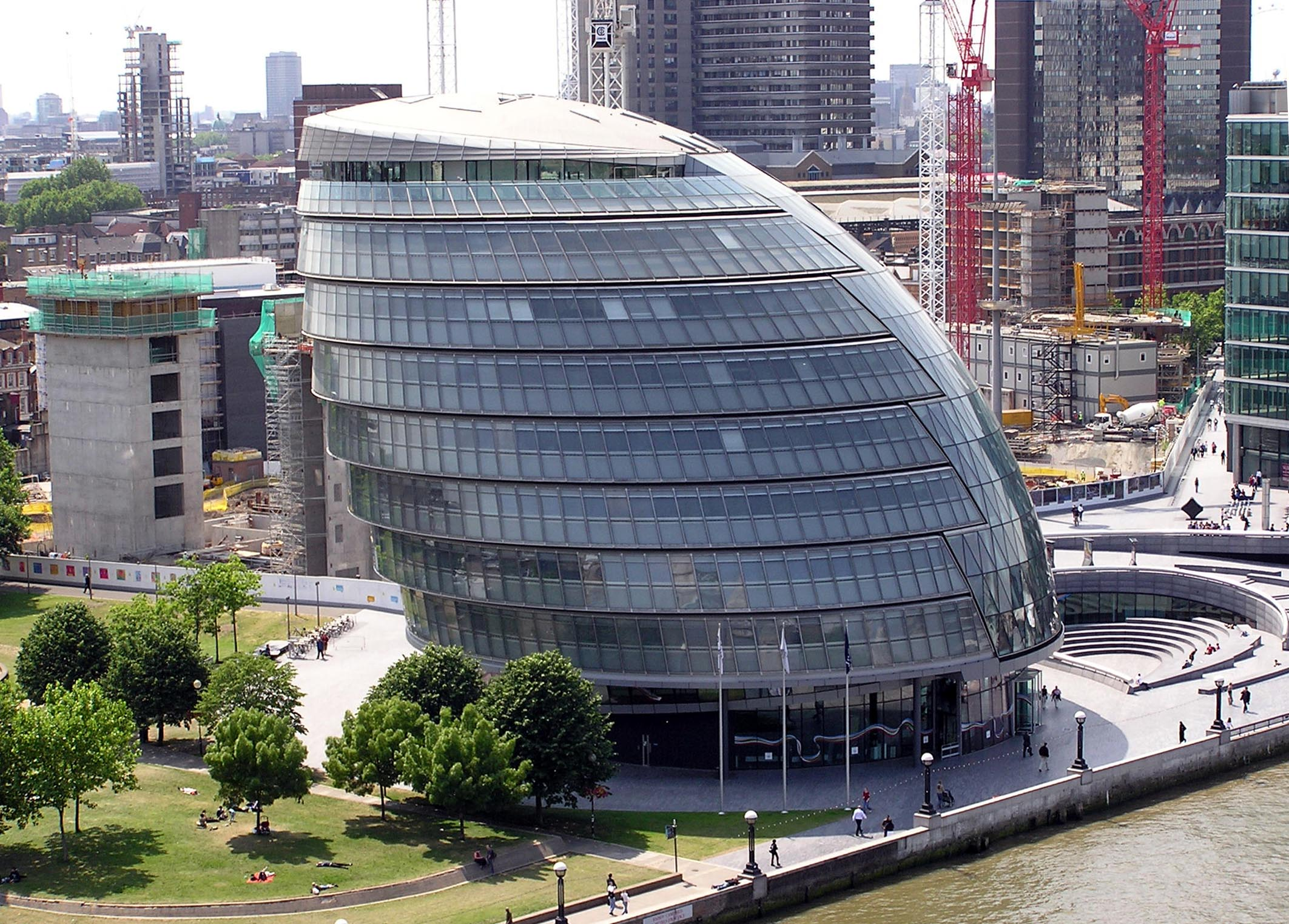
Ajuntament de Londres seu de l'Autoritat del Gran Londres, govern o administració regional.

L'entitat encarregada d'administrar la regió del Gran Londres és l'Autoritat del Gran Londres que compren l'Alcalde de Londres (No confondre amb el Senyor Alcalde de la Ciutat de Londres) i l'Assemblea de Londres. El càrrec d'alcalde de Londres es creà en 2000 després d'un referèndum a la ciutat, i va ser el primer alcalde del Regne Unit elegit directament.
La seu de l'Autoritat del Gran Londres, l'oficina de l'Alcalde i l'Assemblea es troba a l'Ajuntament de Londres (London City Hall en anglès).

## Història
El Gran Londres es va establir oficialment l'1 d'abril de 1965 a partir de la London Government Act 1963, substituint els antics comtats administratius de Middlesex i Londres, afegint parts de Kent, Hertfordshire, Surrey i Essex. Gran Londres limita amb Essex, Hertfordshire, Buckinghamshire, Berkshire, Surrey i Kent.
Gran Londres va tenir originàriament un doble sistema de govern local, amb el Consell de Gran Londres compartint poder amb la Corporació de la Ciutat de Londres i els 32 consells municipals. El Consell de Gran Londres fou abolit el 1986 sota el govern de Margaret Thatcher. En l'any 2000, el govern laborista creà una nova autoritat de Gran Londres que consisteix en una assemblea i un alcalde que governen tota la zona, l'alcalde del Gran Londres.
El terme "Gran Londres" ja s'utilitzava abans del 1965, per referir-se a l'àrea que anava més enllà del Comtat de Londres i a l'àrea d'operació del Servei Metropolità de Policia, que no coincidia amb les fronteres del comtat de Gran Londres fins al 2000. Actualment hom prefereix utilitzar l'expressió "Policia metropolitana (Metropolitan police en anglès)".
Entre el 4 de maig de 2008 i el 6 de maig de 2016, el Conservador Boris Johnson va ocupar el càrrec, havent substituït el primer alcalde històric de la ciutat, Ken Livingstone, que ho fou des del 4 de maig de 2000 fins a la successió de Johnson. A Johnson el va substituir, al seu torn, el laborista Sadiq Khan, primer alcalde musulmà de la ciutat i de les principals capitals de l'Europa occidental.
La zona d'ultrabaixes emissions (ZUBE) es va introduir a principis del 8 d'abril de 2019 durant el mandat de Khan, cobrint el centre de Londres, la mateixa àrea que tenia el peatge de congestió de Londres. L'octubre de 2021, Khan va ampliar la ZUBE per cobrir l'àrea dins de les carreteres North Circular i South Circular i el 29 d'agost de 2023 es va ampliar per cobrir tot el Gran Londres, cobrint més de 1.500 quilòmetres quadrats i aproximadament 9 milions de persones. Khan fou elegit per un tercer mandat en 2024.

## Mapa del Gran Londres
La distribució administrativa del Gran Londres comprèn els següents "boroughs" (municipis, o unitats administratives de nivell local a Anglaterra):
1. No és un districte. 2. Districte amb estatus Reial